# Saint-Trojan
 Saint-Trojan  là một xã thuộc tỉnh Gironde trong vùng Aquitaine tây nam nước Pháp. Xã này nằm ở khu vực có độ cao trung bình 92 mét trên mực nước biển.